# 멜리나 라이
멜리나 라이(네팔어: मेलिना राई;, 1993년 12월 7일 ~ )는 네팔의 가수이다.